# Henry Squires
Henry Squires (* 7. Mai 1825 in Bennington, Vermont; † 14. Januar 1907 in Burlington) war ein US-amerikanischer Sänger.
Squires wurde von dem Organisten und Komponisten George William Warren zum Sänger ausgebildet. Er trat erstmals öffentlich in einem Programm von Jenny Lind während deren Amerikatournee 1849–52 auf. Mit Lucy Escott nahm er 1851 an einer Veranstaltung in der New Yorker Tripler Hall zu Gunsten von Flüchtlingen der Ungarischen Revolution 1848–49 teil. 1852 reiste er nach Italien und debütierte 1853 in Neapel.
Er trat dann in Sizilien in Opern von Giuseppe Verdi, Gaetano Donizetti und Vincenzo Moscuzzi auf, bevor er sich 1857 J. H. Tullys National English Opera Company anschloss, wo er erneut mit Lucy Escott zusammentraf. 1858 kehrten beide nach New York zurück und traten eine Saison lang am Burton's New Theatre auf. An der Academy of Music sang er als Zweitbesetzung von Pasquale Brignoli an der Seite von Maria Piccolomini. 1859 trat er an Strakoschs McVicker's Theatre in Chicago mit Cora de Wilhorst auf.
In New Orleans wurden Squires und Escott von William Saurin Lyster engagiert, mit dessen Opernkompanie sie 1861 zu einer auf sechs Monate geplanten Australientournee aufbrachen. Diese war so erfolgreich, dass aus den geplanten sechs Monaten ein siebenjähriger Aufenthalt wurde. Mit großem Erfolg wurden Opern wie Les Huguenots, Lurline, Don Giovanni, I Puritani, The Lily of Killarney von Julius Benedict, Faust, Le prophète, Oberon, Semiramide, L'Africaine, William Tell und A Masked Ball aufgeführt, in Hauptrollen regelmäßig mit Squires und Escott besetzt.
Nach der Rückkehr der Truppe nach Amerika, die in einem finanziellen Desaster endete, trat Squire einige Male mit Lucy Escott auf und schloss sich dann einer Konzerttournee von Carlotta Patti an. Im April 1870 hatte er in Pattis Abschiedskonzert in der New Yorker Steinway Hall seinen letzten Auftritt als Sänger. Im Folgemonat heiratete er seine langjährige Bühnenpartnerin Lucy Escott, und beide setzten sich in Paris zur Ruhe. Nach Escotts Tod 1895 kehrte er in die USA zurück, wo er 1907 an den Folgen eines Schlaganfalls starb.